# 諫早市立森山東小学校
諫早市立森山東小学校（いさはやしりつ もりやまひがししょうがっこう、Isahaya City Moriyama Higashi Elementary School）は、長崎県諫早市森山町杉谷にある公立小学校。

## 概要
歴史
1873年（明治6年）に「森山小学校」として創立。
校章
佐賀藩（鍋島藩）の龍造寺四家の一つである諫早鍋島家にちなみ、その家紋「上り藤」を背景にして、中央に校名の「東小」を置いている。
校歌
作詞は松尾善次郎、作曲は前田秋信による。歌詞は3番まであり、各番に校名の「森山東」が登場する。
校区
森山町田尻、杉谷、唐比。中学校区は諫早市立森山中学校。

## 沿革
- 1873年（明治6年）4月15日[2] - 森山村東部と唐比（からこ）村の連合で第五大学区長崎県管下第一中学区高来郡の小学校として「森山小学校」を創立。
  - 杉谷名[3]の天満宮社地内に、郷校「好古館」（現諫早市役所庁舎所在地にあった）の一部を移築して校舎とする。初代校長（訓導）に佐藤弥助が就任。
- 1878年（明治11年）- 郡制の施行により、北高来郡に属することとなる。
- 1880年（明治13年）12月 - 教育令の施行により中等科（3年）・初等科（3年）を設置の上、「公立中等森山小学校」に改称。
- 1885年（明治18年）5月3日 - 夜9時頃の出火により校舎が全焼。一時休業を余儀なくされるが、間もなく安祐寺を借用し授業を再開。田尻・本村・唐比の3か所に分校を設置。
  - 学区改定により小野学区に属することとなる。
- 1886年（明治19年）9月 - 近くの民家を借用して校舎とする。小学校令の施行により尋常科（修業年限4年）を設置の上「尋常森山小学校」に改称。
- 1889年（明治22年）4月1日 - 町村制の施行により、森山村立の小学校となる。
- 1892年（明治25年）
  - 3月 - 新校舎が完成[4]。
  - 4月 - 高等科を併置の上、「森山尋常高等小学校」に改称（尋常科4年・高等科4年）。
- 1896年（明治29年）- 星が原で運動会を実施。
- 1897年（明治30年）4月15日 - 有喜・鳥島・森山の3校合同で運動会を実施。
- 1907年（明治40年）- 小学校令の改正により、義務教育年限（尋常科の修業年限）が従来の4年から6年に延長される（尋常科6年・高等科2年）。
  - 旧高等科1年を尋常科5年に、旧高等科2年を尋常科6年に、旧高等科3年を高等科1年に、旧高等科4年を高等科2年に振り替える。
  - 当時高等科には、近隣の鳥島や愛野、千々石、吾妻からも通学生があった。
  - この年、村立の森山実業補習学校を併置。校長は小学校校長が兼任。唐比・田尻・杉谷の3地区に分教室を設置。
- 1913年（大正2年）- 児童図書館を設置。
- 1919年（大正8年）- 鳥島小学校に高等科が併置されたことにより、森山村西部地区の高等科生が鳥島小学校に転出する。
- 1922年（大正11年）3月 - 新校舎が完成。
- 1930年（昭和5年）- 暴風雨により校地東側の第二校舎が倒壊。
- 1931年（昭和6年）- 前年倒壊した校舎を復旧。
- 1935年（昭和10年）6月1日 - 青年学校令の施行により、併設の実業補習学校が「森山青年学校」に改称。
- 1941年（昭和16年）4月1日 - 国民学校令の施行により、「森山東国民学校」に改称。尋常科を初等科に改める（初等科6年・高等科2年）。
  - この時、鳥島尋常高等小学校は「森山西国民学校」に改称。
- 1947年（昭和22年）4月1日 - 学制改革（六・三制度の実施）が行われる。
  - 森山東国民学校の初等科が改組され、「森山村立森山東小学校」に改称。
  - 森山東国民学校の高等科と青年学校の普通科が改組され、「森山村立森山中学校」（新制中学校）の東校舎が併設される。
- 1955年（昭和30年）- 木造2階建ての西側校舎が完成。
- 1956年（昭和31年）- 西側埋立地に講堂が完成。
- 1957年（昭和32年）- 諫早大水害により、裏山が崩れ校舎と運動場に大量の土砂が堆積。
- 1961年（昭和36年）- 木造2階建ての東側校舎（6教室）が完成。
- 1963年（昭和38年）4月 - 独自の給食室が完成し、完全給食を開始。
- 1964年（昭和39年）4月 - 通学区の改定により、干拓地区の児童が森山西小学校から転入。
- 1969年（昭和44年）
  - 4月1日 - 町制施行により「森山町立森山東小学校」に改称。
  - この年 - プールが完成。
- 1972年（昭和47年）- 給食センターの完成により、センター方式の給食を開始。
- 1974年（昭和49年）3月 - 創立100周年を記念して祈健康安全碑を建立。
- 1984年（昭和59年）7月 - 北側校舎を解体。
- 1985年（昭和60年）- 鉄筋コンクリート造3階建ての東校舎が完成し、1・2年生が移転を完了。旧西校舎を解体し跡地に運動場を整備。
- 1986年（昭和61年）- 全校舎が完成し、全学年が移転を完了。
- 1987年（昭和62年）- 講堂を解体。
- 1988年（昭和63年）- 体育館が完成。
- 1996年（平成8年）- パソコンを導入。
- 1998年（平成10年）- 森山町スクールランチセンター（新学校給食センター）が完成。
- 2005年（平成17年）3月1日 - 市町村合併により「諫早市立森山東小学校」（現校名）に改称。

## アクセス
最寄りのバス停
- 県営バス　森山東小前バス停

最寄りの国道・県道
- 国道57号
- 国道251号

## 周辺
- 安祐寺
- 日吉神社

## 関連事項
- 長崎県小学校一覧